# Labiostomatinae
Die Labiostomatinae sind eine Unterfamilie der Pfriemenschwänze mit 24 Arten. Sie sind Parasiten bei Hasenartigen.

## Merkmale
Labiostomatinae haben die Merkmale der Heteroxynematidae. Pharynx und Mundstrukturen sind komplex gebaut und weisen lamellenartige Erweiterungen auf. Die Analpapillen sind um die Kloake gruppiert oder fusioniert. Der Ovijektor der Weibchen bildet einen Ring aus Drüsen um das körperferne Ende der muskulösen Vagina. Die Eier haben eine dicke Doppelwand und ein dickes Operculum.

## Systematik
Zur Familie gehören drei Gattungen:
- Cephaluris Akhtar, 1947
- Dermatoxys Schneider, 1866
- Labiostomum Akhtar, 1941